# 신들의 손 십자

신들의 손 십자(폴란드어: Ręce Swaroga, 독일어: Hände von Svarog)는 슬라브의 태양 십자이다. 철기시대 폴란드의 유골함에서 발견되었다. 폴란드 민족 종교 및 슬라브 신이교주의의 상징으로 사용되고 있다.